# La Pomareda
La Pomareda (en francès La Pomarède) és un municipi del departament de l'Aude a la regió francesa d'Occitània.